# Романс

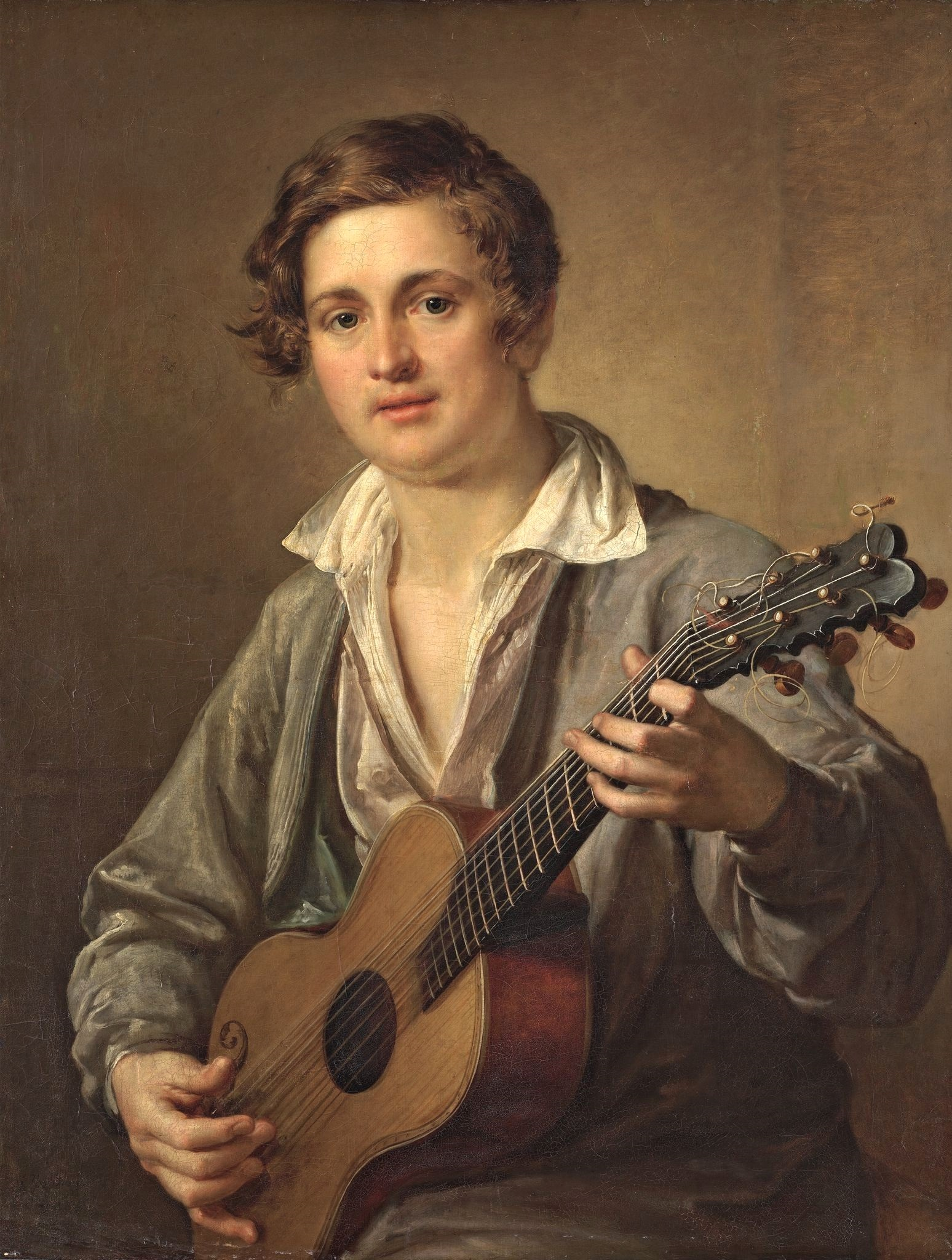
Василий Тропинин. «Гитарист». В руках музыканта художник изобразил русскую семиструнную гитару

Рома́нс (фр. romance) — многозначный музыкальный и литературный термин; в наиболее распространённом значении — небольшое музыкальное сочинение для голоса в сопровождении инструмента, написанное на стихи лирического содержания.

## Испанский романс
Словом «романс» (исп. romance) в XV—XVI веках испанцы называли стихотворение на местном «романском», то есть нелатинском, наречии (отсюда название) эпического и лирико-драматического характера, например, описывающее исторические события, подвиги (полу)легендарных национальных героев, бедствия, войны, сражения с маврами и т. п. Литературоведы часто проводят аналогии между жанром испанского романса и жанром, популярным в других странах — балладой. Оригинальные названия для сборников таких романсов — Cancionero de romances (несмотря на название, «песенник» не содержит нотированных мелодий), Libro de romances, Romancero. Последний термин — романсеро — закрепился в позднейшем литературоведении как типологический для всех подобных «песенников». О жанре романса в литературе см. подробней Романс (литература).
На стихи такого содержания писались музыкальные романсы — небольшие строфические песни (без рефрена). Строфа, как правило, 4-строчная, стих — 4-стопный хорей. Многоголосные романсы (вероятно, профессиональные обработки одноголосных мелодий) — жанр «серьёзной» музыки, пригодной для исполнения при королевском дворе — обычно в простой моноритмической фактуре. В знаменитом Дворцовом песеннике (репертуар последней четверти XV — первой четверти XVI вв.; содержит и стихи и музыку) около 40 испанских романсов, анонимных и авторских; среди авторов — известные композиторы Хуан дель Энсина (Triste España sin ventura, Yo m’estava reposando, Mi libertad en sosiego, Qu’es de ti, desconsolado? и др.), Франсиско Пеньялоса (Los braços traygo cansados), Франсиско Миллан (Durandarte, durandarte; Los braços trayo cansados), Хуан де Анчиета (En memoria d’Alixandre) и др. Позже в XVI веке романс стал более демократичным. (Одноголосные) романсы в сопровождении модного тогда инструмента виуэлы вошли в сборники и школы игры Луиса де Милана (Durandarte, durandarte; Con pavor recordo el moro и др.), Луиса де Нарваэса (Ya se asienta el rey Ramiro, Paseavase el rey Moro), Алонсо Мударры (Triste estaba el Rey David, Durmiendo yva el Señor), Хуана Бермудо и др. виуэлистов, стали популярными темами для вариационной разработки. К концу столетия в романсе появился рефрен, существенно расширилась тематика; в конечном итоге романс и (другой популярный в Испании музыкально-поэтический жанр) вильянсико стали неразличимы.

## Новый европейский романс
Начиная с XVIII века во Франции, затем в Германии, России и других европейских странах словом «романс» (фр. romance — со ссылкой на испанцев) стали называть небольшое поэтическое и музыкальное сочинение лирического (пасторального, комического, сентиментального) характера — как правило, для солиста и аккомпанирующего инструмента (ансамбля, оркестра). Вопрос о том, каким образом это новое (в XX—XXI вв. — доминирующее) понимание романса связано с оригинальным (испанским), остаётся в музыкознании дискуссионным.
Большое влияние на развитие романса оказало творчество крупнейших поэтов Гёте и Гейне. В XIX веке сложились яркие национальные школы романса: немецкая и австрийская (Шуберт, Шуман, Брамс, Вольф), французская (Г. Берлиоз, Ж. Бизе, Массне, Гуно), и русская. Зачастую композиторы объединяли романсы в вокальные циклы: ранний пример — Л. Бетховен («К далёкой возлюбленной», 1816), зрелый — Шуберт («Прекрасная мельничиха» и «Зимний путь»), в дальнейшем к этой форме обращались Шуман, Брамс, Г. Малер, Вольф и многие другие композиторы, в том числе русские: Глинка, Мусоргский, Римский-Корсаков.
Во 2-й половине XIX — начале XX века становятся заметными образцы чешской, польской, финской, норвежской национальных школ. Наряду с камерно-вокальной классикой развивался бытовой романс, рассчитанный на певцов-любителей.
Форма романса строфическая, при этом необязательны периоды с чётным количеством тактов, характерные для песни (допускаются расширения, переходы от одной строфы к другой). Вокальная партия романса должна иметь ясное и рельефное мелодическое очертание и отличаться певучестью. Рефрен (припев) в романсе чаще всего отсутствует (хотя бывают и исключения, как, например, романс с припевом «Старый капрал» А. С. Даргомыжского). В романсе следует обращать внимание больше на передачу общего настроения текста, чем на подробную иллюстрацию его деталей. Интерес должен главным образом лежать в мелодии, а не в аккомпанементе.
Романс обычно пишется для сольного пения с аккомпанементом инструмента (чаще других гитары или фортепиано) и относится к разряду камерной музыки. В романсах академических композиторов (например, С. В. Рахманинова) инструментальное сопровождение может быть равноправным по значению с вокальной партией.

### Романс в опере
Романс иногда встречается в опере, например, Романс Рауля в первом действии «Гугенотов» Дж. Мейербера, Речитатив и романс Синодала в «Демоне» А. Г. Рубинштейна, романс Водемона в «Иоланте» П. И. Чайковского, Романс молодого цыгана в «Алеко» С. В. Рахманинова , Романс Антониды из оперы «Иван Сусанин» М. И. Глинки и т. д.

### Романс в инструментальной музыке
Части циклических композиций и (реже) отдельные пьесы с обозначением «романс» встречаются в инструментальной музыке второй половины XVIII—XIX веков, как, например, вторые части клавирного концерта d-moll (KV 466), третьего и четвёртого валторновых концертов (KV 447, KV 495) Моцарта, два романса для скрипки с оркестром и II часть фортепианной сонатины G-dur Л. ван Бетховена, II часть кларнетового концерта Es-dur К. М. Вебера, II часть из струнного квартета № 1 и Романс из фортепианных пьес op. 118 И. Брамса и др.

## Русский романс
Жанр русского романса сформировался на волне веяний романтизма в первой половине XIX века. Ведущий вклад в его становление внесли композиторы Алябьев, Варламов и Гурилёв. Во многих романсах звучат цыганские темы. В продолжение XIX века сформировалось несколько поджанров — салонный романс, жестокий романс и другие.
Пик популярности русского романса пришёлся на начало XX века, когда работали такие крупные и самобытные исполнители, как А. Вертинский, В. Панина, А. Вяльцева, Н. Плевицкая. Традиции романса продолжали Пётр Лещенко, Изабелла Юрьева, отчасти Вадим Козин, позднее Тамара Церетели, Алла Баянова и другие.

## Романс в XX веке
В СССР, особенно с конца 1930-х годов, романс подвергался гонениям как пережиток царской эпохи, вредный для строителей социалистического будущего. Тем не менее, романс продолжал звучать, в том числе и в годы Великой Отечественной войны, позже послужила импульсом для так называемой авторской песни. Возрождение русской школы романса пришлось на 1970-е годы, когда романсы стали исполнять Николай Сличенко, Валентин Баглаенко, Валентина Пономарёва, Нани Брегвадзе, Валерий Агафонов и другие яркие артисты сцены.
Во Франции художественные песни (то есть песни, написанные профессиональными композиторами) на французском языке конца XIX и первой половины XX века зачастую именуют «мелодиями» (фр. mélodies). При этом по отношению к одной и той же позднеромантической музыке (например, у Э. Шабрие и Г. Форе) термины «романс» и «мелодия» употребляются на альтернативной основе. По отношению к художественной песне импрессионистов (Дебюсси, Равель) и композиторов «Шестёрки» (Ф. Пуленк, Д. Мийо и др.) более употребителен термин «мелодия». Городскую лирику XX века, семантически (но не музыкально) близкую русскому городскому романсу, во Франции относят к песенной категории «шансон».
В XX веке инструментальные пьесы, обозначенные композитором словом «романс», как правило,— стилизации камерной вокальной музыки XIX века, например, романсы из музыки к фильмам «Поручик Киже» С. С. Прокофьева, «Овод» Д. Д. Шостаковича, из сюиты «Метель» Г. В. Свиридова, из музыки к драме М. Ю. Лермонтова «Маскарад» А. И. Хачатуряна, вторая часть (Романс) из Второго фортепианного концерта Н. К. Метнера, Романс для струнного оркестра Я. Сибелиуса, Романс для флейты и фортепиано А. Онеггера и т. п.